# Antonín Růžička (pedagog)
Antonín Růžička (20. září 1883, Kameničky – 28. července 1943, Třebíč) byl český pedagog, entomolog, mykolog a ornitolog.

## Biografie
Antonín Růžička se narodil v roce 1883 v Kameničkách nedaleko Hlinska, v roce 1903 maturoval na gymnáziu v Chrudimi a následně vystudoval Karlovu univerzitu v Praze. Po ukončení studia nastoupil jako profesor přírodopisu, matematiky a fyziky na gymnáziu v Chrudimi, následně učil na privátním učitelském ústavu v Kladně, na gymnáziu v Plzni, Domažlicích, Zlatých Moravcích, Bratislavě a od roku 1928 do roku 1941 na Gymnáziu v Třebíči.
Byl spoluzakladatelem Přírodovědeckého klubu v Třebíči a ve sborníku klubu publikoval entomologické články, publikoval také o chrudimské fauně v Časopisu České entomologické společnosti. Byl členem přírodovědeckých společností v Brně, Praze a ve Frankfurtu. Byl také kustodem přírodovědné sekce muzea v Třebíči. Na třebíčském gymnáziu učil např. Jaromíra Koutka. Věnoval se primárně studiu slunéček a motýlů, věnoval se také ornitologii.